# 横滨女子短期大学
横滨女子短期大学（日语：／ Yokohama Joshi Tanki Daigaku *），简称横短（よこたん），是一所位于日本横滨市港南区的私立短期大学。

## 概要

### 简介
- 学校法人白峰学园经营之短期大学、学校最早可以追溯到1940年即横滨保姆学院的创立[1]。短期大学为于1966年开办[1]、教育的基础是新教[2]。「爱和服务」为建学的精神[3]。

### 历史
- 1966年 横浜女子短期大学成立于横滨市南区。并同时设置保育科。
- 1979年 校园迁到港南区港南台4丁目。

### 宪章
- 请参看横滨女子短期大学的标志 （页面存档备份，存于） （日語） 2015年5月24日阅览。

### 教育与研究
- 培训保育员、幼稚园的老师于保育科。

## 学校环境
- 校区：在横滨市港南区

## 历任校长
- 平野恒：第一代短期大学校长[1]
- 平野建次：今天短期大学校长[1]。

## 组织

### 学科
- 保育科

### 专科
- 没有

### 业余课程
- 没有

### 附属学校
- 幼儿园[注 1]

### 附属机关
- 图书馆[注 2]
- 附属保育中心[注 3]